# Clathria flabellifera
Clathria flabellifera är en svampdjursart som beskrevs av Hooper och Claude Lévi 1993. Clathria flabellifera ingår i släktet Clathria och familjen Microcionidae. Inga underarter finns listade i Catalogue of Life.